# コンバース・ウエポン
コンバース・ウエポンは、コンバースが販売するバスケットボールシューズである。
初代ウエポンは1986年に発売された。
シェブロン&スターのロゴと、踝の部分に ｙ字型のサポートが施してあるのが特徴。
アッパーはレザー、アウトソールはゴムが使用される。
同じコンバースのバスケットボールシューズであるオールスターより70年も後発である。
そのため機能性は格段に向上し、基本デザインも全く異なる。
オールスターと同様に、本来のバスケットボールシューズとしてのユースだけでなく、
スニーカーとして、ストリートユースで愛用する人も多い。